# Biao Mon jezik
Biao Mon jezik (ISO 639-3: bmt; biao mien, biaoman, changping, min yao, sida min yao), jedan od jao jezika kojim govori 20 000 ljudi (Wang and Mao 1995) u kineskoj autonomnoj regiji Guangxi Zhuang, u okruzima Mengshan, Zhaoping, Pingle, Lipu i Gongcheng.
Zajedno s jezicima iu mien [ium] i kim mun [mji], svi iz Kine čini podskupinu mian jin. Ima dva dijalekta biao mon (min yao) i shi mun (sida min yao). Etnički pripadaju u narode Jao.

## Vanjske poveznice
- Ethnologue (14th)
- Ethnologue (15th)